# .se
.se è il dominio di primo livello nazionale assegnato alla Svezia.
Nel 2009 un errore nella configurazione del DNS ha provocato numerosi problemi in Svezia.
Nel 2012 The Pirate Bay ha trasferito il proprio dominio verso un dominio svedese. Il dominio è stato al centro di una lunga battaglia legale.